# بيت العوبلي (المحابشة)

تعديل مصدري - تعديل

بيت العوبلي هي إحدى قرى عزلة حجر بمديرية المحابشة التابعة لمحافظة حجة، بلغ تعداد سكانها 763 نسمة حسب تعداد اليمن لعام 2004.